# Raniero di Forcona
Raniero (... – 30 dicembre 1077) è stato un vescovo cattolico italiano venerato come santo dalla Chiesa cattolica, dopo che il suo nome è stato inserito nel Martirologio Romano da Cesare Baronio.

## Biografia
Fu vescovo di Forcona (sede vescovile in seguito traslata all'Aquila) nell'XI secolo: il 6 maggio 1065 partecipò ad un sinodo celebrato a Roma da papa Alessandro II; in una lettera del 18 gennaio 1072, Alessandro II si congratulava con lui per la buona amministrazione della sua Chiesa, ne garantiva i beni e i diritti.
Morì il 30 dicembre 1077.

## Il culto
Cesare Baronio, basandosi su ignoti "antichi monumenti" della diocesi aquilana, inserì nel martirologio romano la sua celebrazione al 30 dicembre, ma non si hanno altre testimonianze di un suo culto antico.
Nel martirologio romano riformato a norma dei decreti del Concilio Vaticano II e promulgato nel 2001 da papa Giovanni Paolo II, il suo elogio si legge al 30 dicembre.